# Evelyne de la Chenelière
Evelyne de la Chenelière (* 1975 in Montréal) ist eine kanadische Schauspielerin, Schriftstellerin und Dramatikerin. Ihr Theaterstück Bashir Lazhar wurde verfilmt und 2012 für einen Oscar in der Kategorie Bester fremdsprachiger Film nominiert. Der Film trägt den Titel Monsieur Lazhar.

## Leben
Chenelière studierte Literatur und Theater in Paris und in Montréal. Sie hat über zwanzig Theatertexte sowie einen Roman geschrieben. Die Rechte an ihren Stücken vertritt für den deutschsprachigen Raum der Per H. Lauke Verlag aus Hamburg.
Die deutschsprachige Erstaufführung ihres Stücks Zeit des Lebens in der Regie von Kornelius Eich fand im Dezember 2021 an den Landungsbrücken Frankfurt in Anwesenheit der Autorin statt. 2023 war sie im Rahmen der Mainz Residenz, u. a. zusammen mit dem Tänzer Lutz Förster, am Staatstheater Mainz zu Gast.

## Stil
In Chenelières Stücken spielt die Sprache eine wichtige Rolle. In ihren Theatertexten bewegt sie sich thematisch in unterschiedlichen Bereichen, aber noch wichtiger als der Inhalt der Sprache ist für sie der körperliche Vorgang des Sprechens: "Ich arbeite an einer inneren Haltung, die schwer durchzuhalten ist: Die Sprache, in der ich schreibe und, die auch meine Muttersprache ist, zu einer Fremdsprache für meine Sinne zu machen. Sie nach ihrem Klang zu beurteilen, nach ihrem Atem, nach den Muskeln, die sie beansprucht, wenn ich sie artikuliere, nach den Wänden, an die sie stößt, den Saiten, die sie zum Schwingen bringt, den Räumen, die sie im Körper öffnet, nach dem, was sie verschiebt, was sie hervorruft, was sie in Bewegung versetzt." Der Fokus auf den Klang der Sprache entsteht für sie durch die Unmöglichkeit, "eine Erfahrung wirklich in einer Erzählung wiederzugeben. Die Erzählung verlangt nach Ordnung und Gleichgewicht, während das Erlebte seinem Wesen nach diskontinuierlich und schwankend ist." Für sie resultiert daraus die Frage: "Welche Grammatik braucht es, um das Chaos in sich und um sich herum spürbar zu machen?"

## Stücke (Auswahl)
- 2006 Bashir Lazhar[6]
- 2009 Die Füße der Engel[7]
- 2014 Lichter, Lichter, Lichter[8]
- 2018 Zeit des Lebens[9]
- 2023 Zur Nacht[10][11]